# We Love Disney (États-Unis)

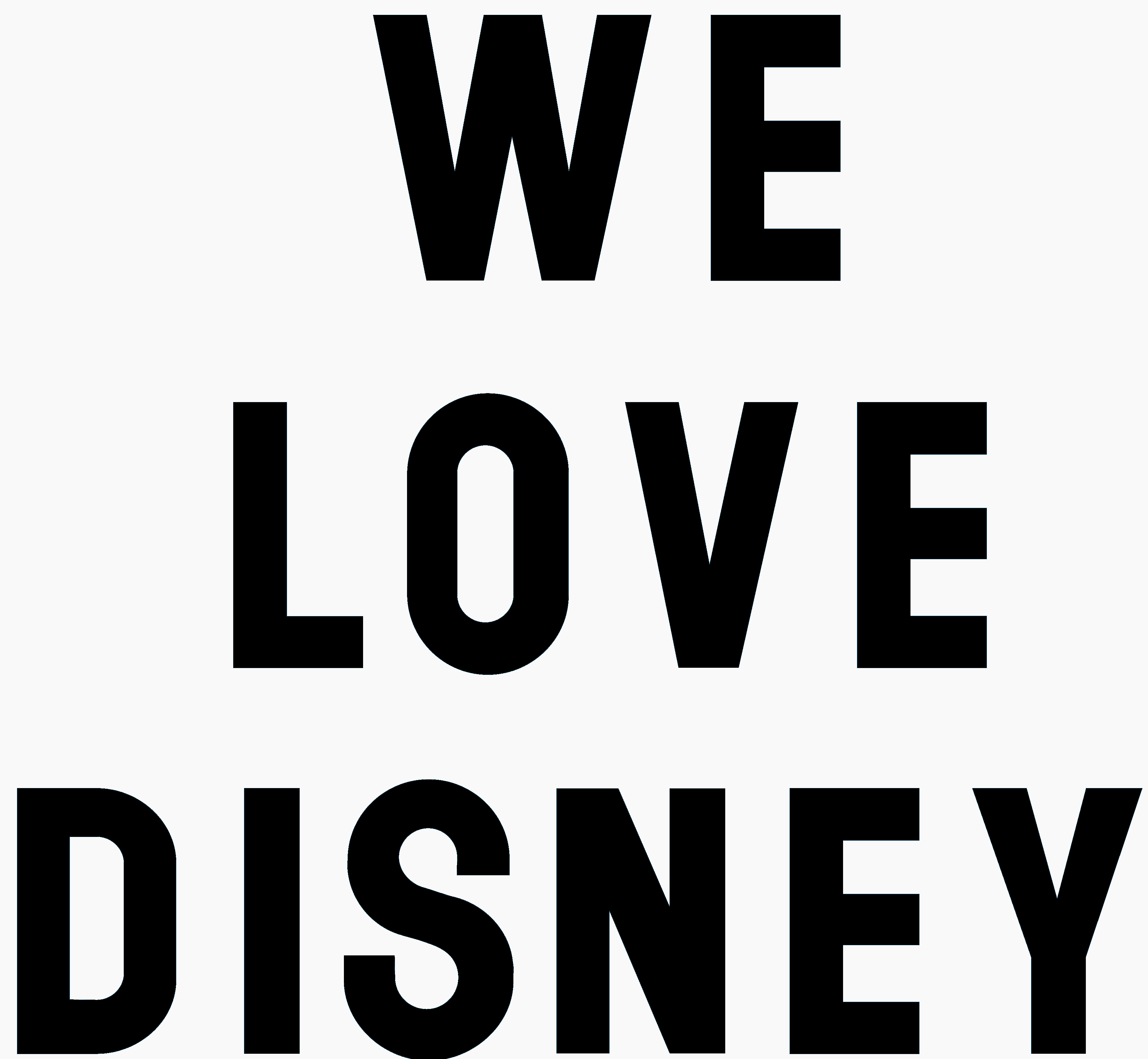
Le logo de la franchise We Love Disney

Pour l’article homonyme, voir We Love Disney (franchise).
We Love Disney est un album appartenant à la franchise de même nom, contenant des reprises de chansons issues des bandes originales Disney, interprétées par des chanteurs et artistes anglophones sorti le 30 octobre 2015. L'album a été produit par Verve Records et Walt Disney Records. Deux éditions de cet album sont sortis ; une édition standard et une édition deluxe comprenant deux titres bonus.

## Liste des pistes
1. Friend Like Me (Aladdin) par Ne-Yo
2. Part of Your World (La Petite Sirène) par Jessie J
3. Can You Feel the Love Tonight / Nants Ingonyama (Le Roi lion) par Jason Derulo
4. Rainbow Connection (Les Muppets, le film) par Gwen Stefani
5. Zero to Hero (Hercule) par Ariana Grande
6. In a World of My Own / Very Good Advice (Alice au pays des merveilles) par Jhené Aiko
7. I Wan'na Be Like You (Le Livre de la jungle) par Fall Out Boy
8. Colors of the Wind (Pocahontas) par Tori Kelly
9. Ev'rybody Wants to Be a Cat (Les Aristochats) par Charles Perry
10. A Dream Is a Wish Your Heart Makes (Cendrillon) par Jessie Ware
11. Let It Go (La Reine des neiges) par Rascal Flatts et Lucy Hale
12. It's a Small World (It's a Small World) par tous les artistes de l'album

### Titres bonus
1. It's Not Easy Being Green (Le Muppet Show) par Brenna Whitaker
2. A Whole New World (Aladdin) par Yuna

### Titre bonus de l'édition japonaise
1. Colors of the Wind (Pocahontas) par Sarah Oleic

## Classement
L'album a débuté à la 8e place du classement US Billboard 200 avec l'équivalent de 31 000 albums vendus.
| Classement (2015–16)                   | Meilleure position |
| -------------------------------------- | ------------------ |
| Albums australiens (ARIA)              | 54                 |
| Albums autrichiens (Ö3 Austria Top 40) | 58                 |
| Albums belges (Ultratop Flandres)      | 44                 |
| Albums belges (Ultratop Wallonie)      | 80                 |
| US Billboard 200                       | 8                  |